# Хлеб с маслом

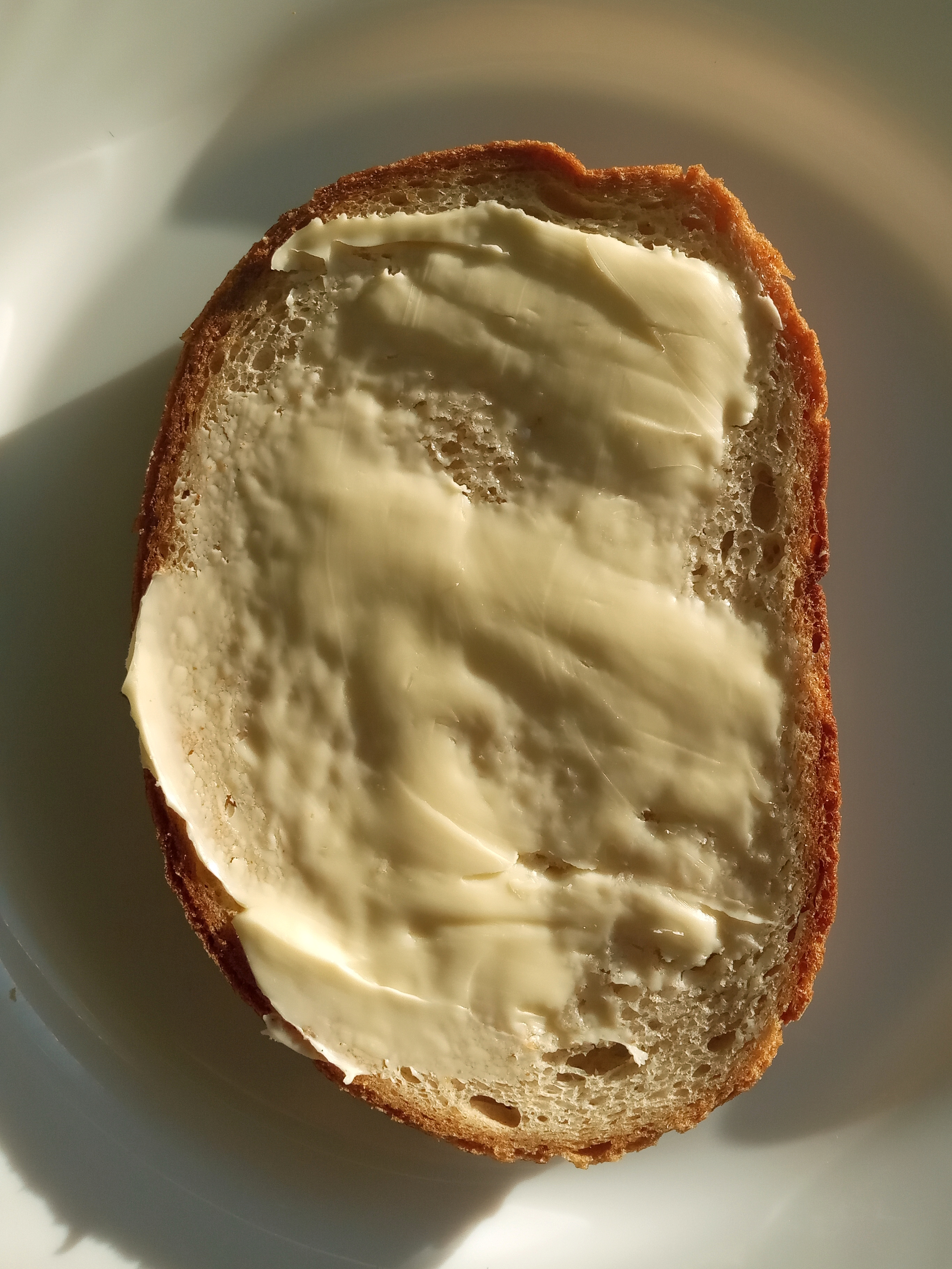
Белый хлеб с маслом

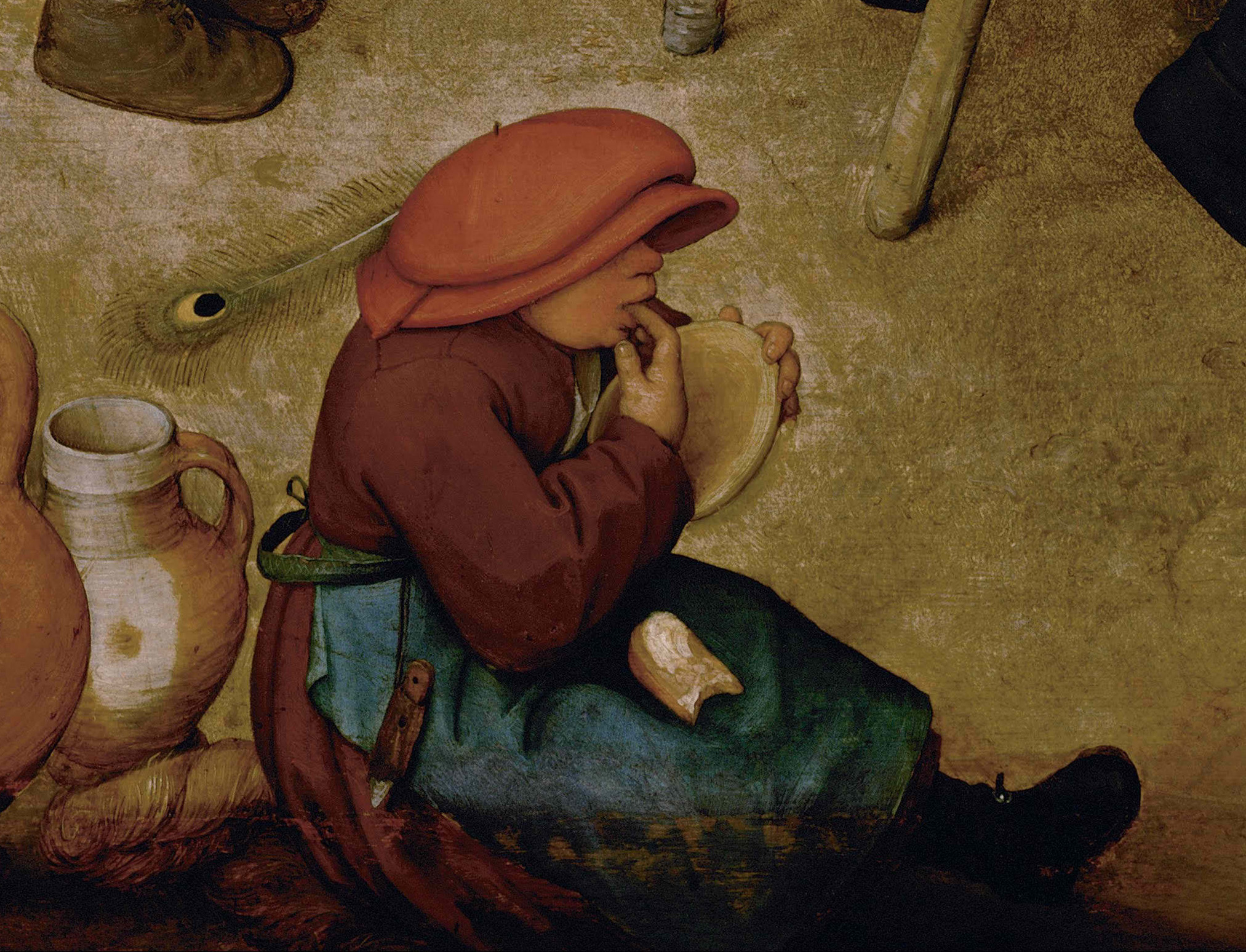
Хлеб с маслом на коленях у ребёнка. Деталь «Крестьянской свадьбы» П. Брейгеля. 1567

Хлеб с маслом, бутерброд с маслом — популярная комбинация основных продуктов питания: хлеба и сливочного масла. Намазанный маслом ломоть хлеба или булки выступает как самостоятельный бутерброд или в качестве основы для более сложного бутерброда с дополнительными ингредиентами — колбасными изделиями, сырами, рыбой, крутым яйцом или конфитюром.
По одной из версий, в истории появления хлеба с маслом поучаствовал Николай Коперник, когда в 1521 году в осаждённом Тевтонским орденом Ольштынском замке оборонявшихся настигла болезнь или эпидемия. Учёный выяснил, что в замке заболевали те, кто питался хлебом, не соблюдая мер гигиены, и предложил мазать ломти хлеба взбитыми сливками или маслом, чтобы, если хлеб упал в грязь, она была видна и её можно было счистить.
Немецкое название хлеба с маслом «буттерброт» (нем. Butterbrot) в форме «бутерброд» было заимствовано русским языком и используется в значении «кусок хлеба с чем-то» и даже не обязательно смазанный маслом. В словарях русского языка слово «бутерброд» фиксируется не позднее последней трети XIX века. В комедии «Поездка за границу» 1850 года М. Н. Загоскин на реплику Матрёны «Вот в немецкой земле последний нищий — и тот кушает бутерброд» даёт пояснение устами Якова: «Сиречь хлеб с чухонским маслом!». Со времён СССР белый хлеб с маслом часто присутствует в меню лечебных санаторных и детских учреждений на завтрак и ужин. В СССР в качестве бутербродных паст получили распространение различные масляные смеси, например, рыбное, зелёное или шоколадное масло.
В немецком языке «буттерброт» сохранил только прямое значение «хлеб с маслом», а для обозначения бутербродов с иными ингредиентами существует целый ряд других слов. Немецкий хлеб, а с ним вместе и «буттерброт» — национальное достояние. В 1999—2009 годах в Германии по призыву Центрального маркетингового общества сельского хозяйства в последнюю пятницу сентября отмечали день «буттерброта». Немцы по традиции едят бутерброды на завтрак и ужин, берут с собой в дорогу, дают детям в школу на второй завтрак и любимый серый хлеб в бутерброде намазывают тонким слоем сливочного масла. Кроме того, хлеб с маслом в Германии часто едят на гарнир к рыбе: кильским шпротам, копчёному угрю и селёдочному соусу. В Германии «буттерброт» на ржаном хлебе появился в середине XIV века, когда ганзейские суда впервые доставили на север страны деревянные бочки с солёным консервированным сливочным маслом из Скандинавии и Нидерландов. В послании 1525 года Мартин Лютер упоминал, что хлеб с маслом — любимая детская еда. На Рейне насчитывается с полдюжины слов для обозначения любимого хлеба с маслом. В Швабии брецели едят, намазав толстым слоем сливочного масла.
Согласно этикету сливочное масло для бутербродов подают на стол одним куском или уже порезанным на порционные кубики. Из общей маслёнки масло переносят на край индивидуальной тарелки специальным общим ножом для масла, а намазывают его на хлеб уже индивидуальным ножом на тарелке, а не в руках.
Русский фразеологизм «на хлеб с маслом хватает» употребляется для выражения удовлетворения размером заработка.
В «Балладе о королевском бутерброде» Алана Александра Милна в свободном переводе С. Я. Маршака бутерброд на завтрак королю представляет собой хлеб с отборнейшим маслом. Вольфгангу Амадею Моцарту приписывают авторство пьесы для фортепьяно под французским названием La tartine de beurre («Хлеб с маслом»), в которой процесс намазывания хлеба маслом обозначен с помощью эффектного глиссандо. Хлеб с маслом фигурирует в «законе бутерброда», частном случае закона Мерфи.